# لانست

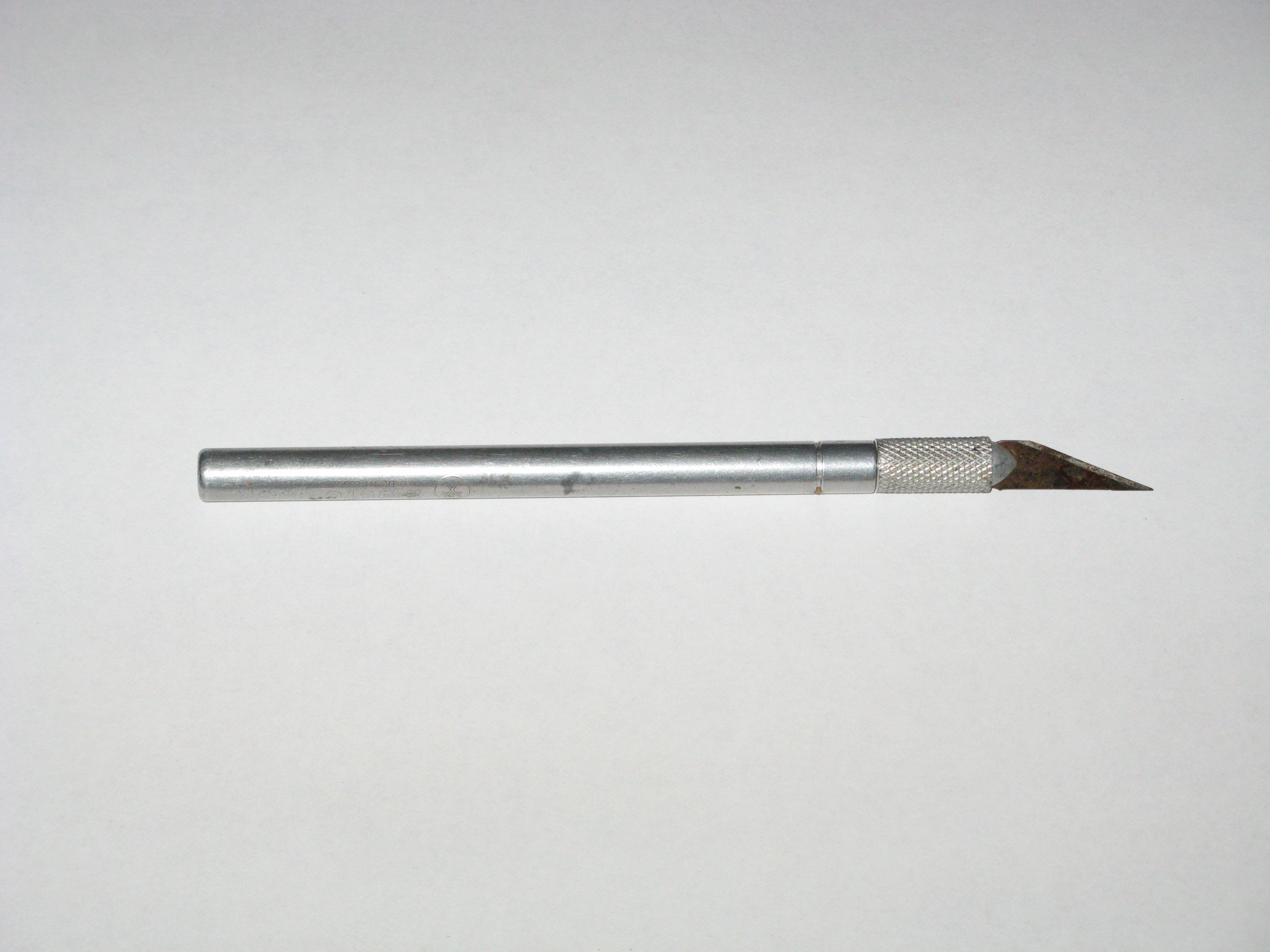
نوعی لانست

لانست (به انگلیسی: Lancet)(به فارسی: لنست یا لانست)وسیله‌ای سوزنی شکل که جهت ایجاد سوراخ بسیار کوچکی در پوست استفاده می‌شود و کاربرد پزشکی دارد. از این وسیله معمولاً برای نمونه برداری از خون جهت انجام آزمایش قند خون استفاده می‌شود و اصطلاحاً به لانست خونگیری نیز معروف است. 
لانست‌ها عموماً وسایلی یکبار مصرف می‌باشند.
انواع مختلف این وسیله شامل: لانست معمولی (چهار وجهی)، لانست کتابی (دو وجهی) و سیفتی لانست می‌باشد.